# NGC 303
NGC 303 est une galaxie lenticulaire relativement éloignée et située dans la constellation de la Baleine. NGC 303 a été découverte par l'astronome américain Francis Leavenworth en 1886.

## Caractéristiques
Sa vitesse par rapport au fond diffus cosmologique est de 9 435 ± 50 km/s, ce qui correspond à une distance de Hubble de 139,2 ± 9,8 Mpc (∼454 millions d'al).
NGC 303 renferme également des régions d'hydrogène ionisé.